# 布洛克拱廊
布洛克拱廊（Block Arcade）是澳大利亚墨尔本中央商务区的一个历史悠久的购物拱廊。它建于1891年至1893年，被认为是维多利亚时代晚期最好的购物拱廊之一，也是墨尔本最受欢迎的旅游景点之一。
布洛克拱廊由建筑师 Twentyman & Askew 设计，是墨尔本装饰最为丰富的室内空间之一，充满了马赛克瓷砖地板、玻璃顶棚、熟铁和雕刻石饰面。拱廊呈L形，拐角处有一个八角形圆形大厅，南端连接科林斯街，西端连接伊丽莎白街。在北侧，拱廊连接一条有盖的人行道布洛克坊，通向小科林斯街，与墨尔本最古老的购物拱廊皇家拱廊相对。布洛克拱廊的六层外立面是澳大利亚现存最好的矯飾主義维多利亚建筑。
这座拱廊的名字来源于19世纪70年代末墨尔本富人"doing the block"的风尚：穿着时髦，在伊丽莎白街和斯旺斯顿街之间的科林斯街，从一端走到另一端漫步，光顾那里的商店和咖啡馆。布洛克拱廊已列入维多利亚遗产名录。

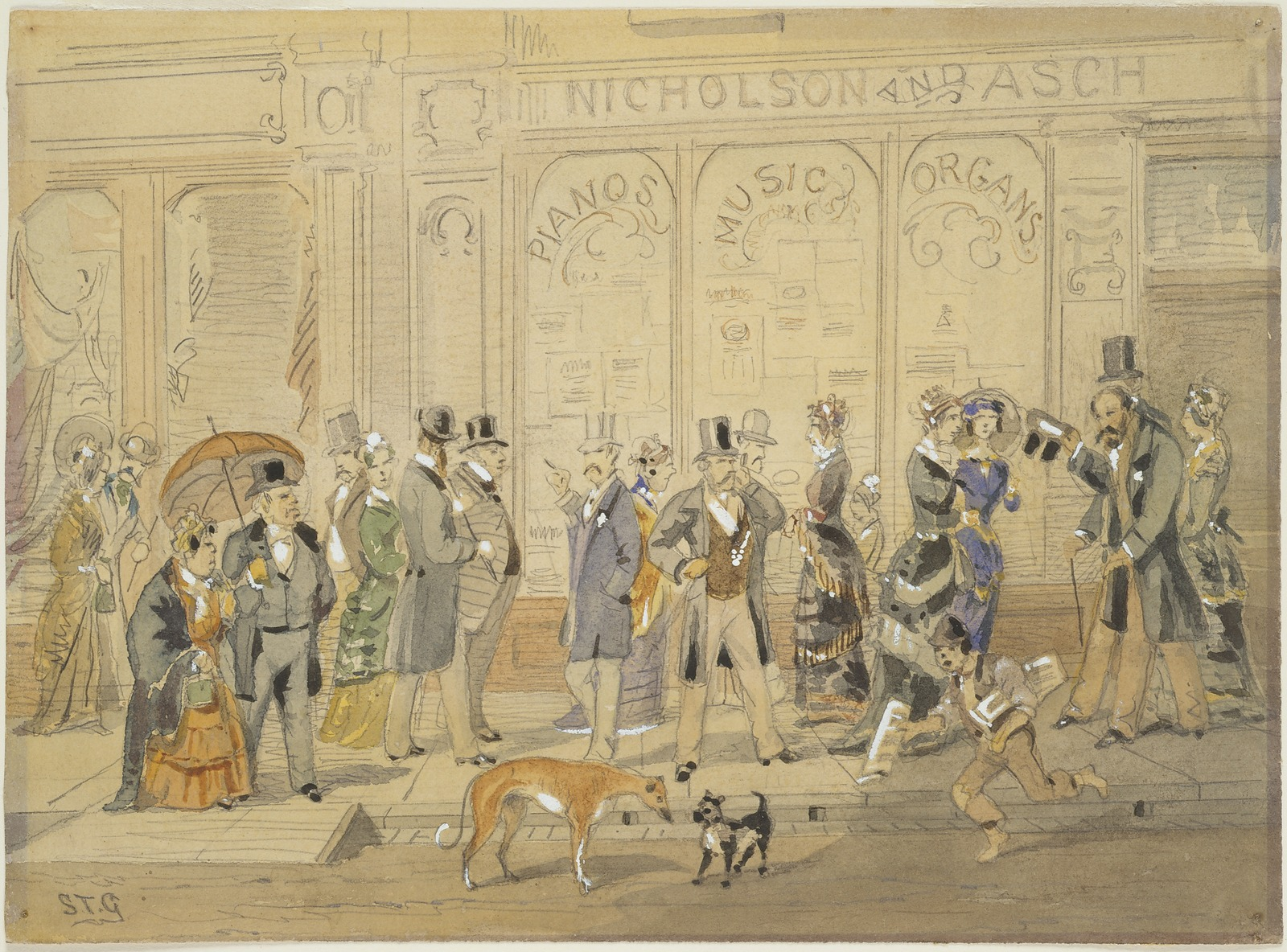
"doing the Block"
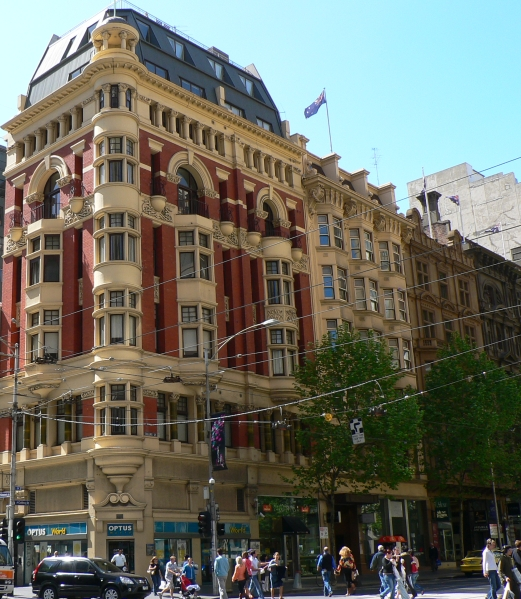
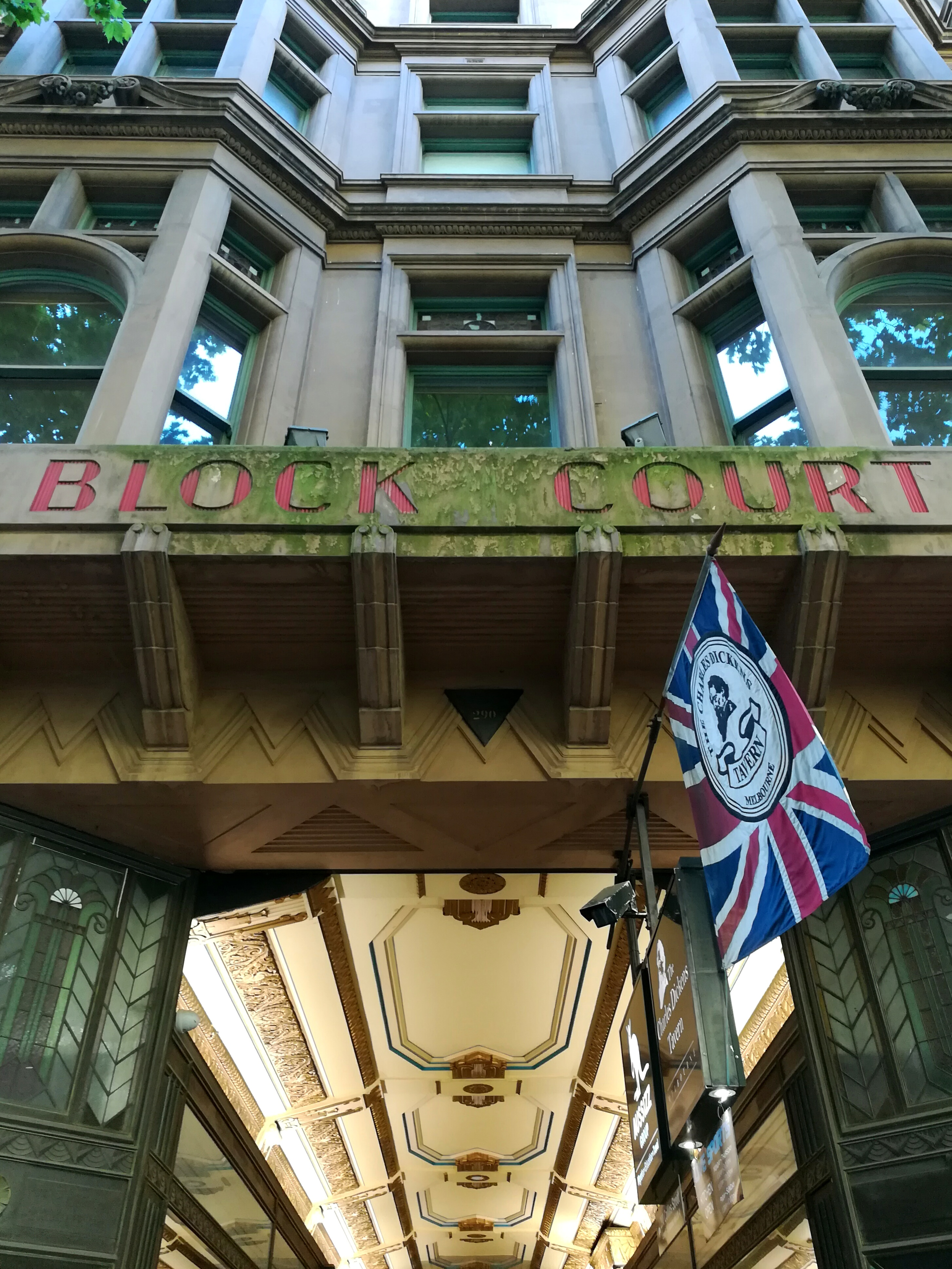
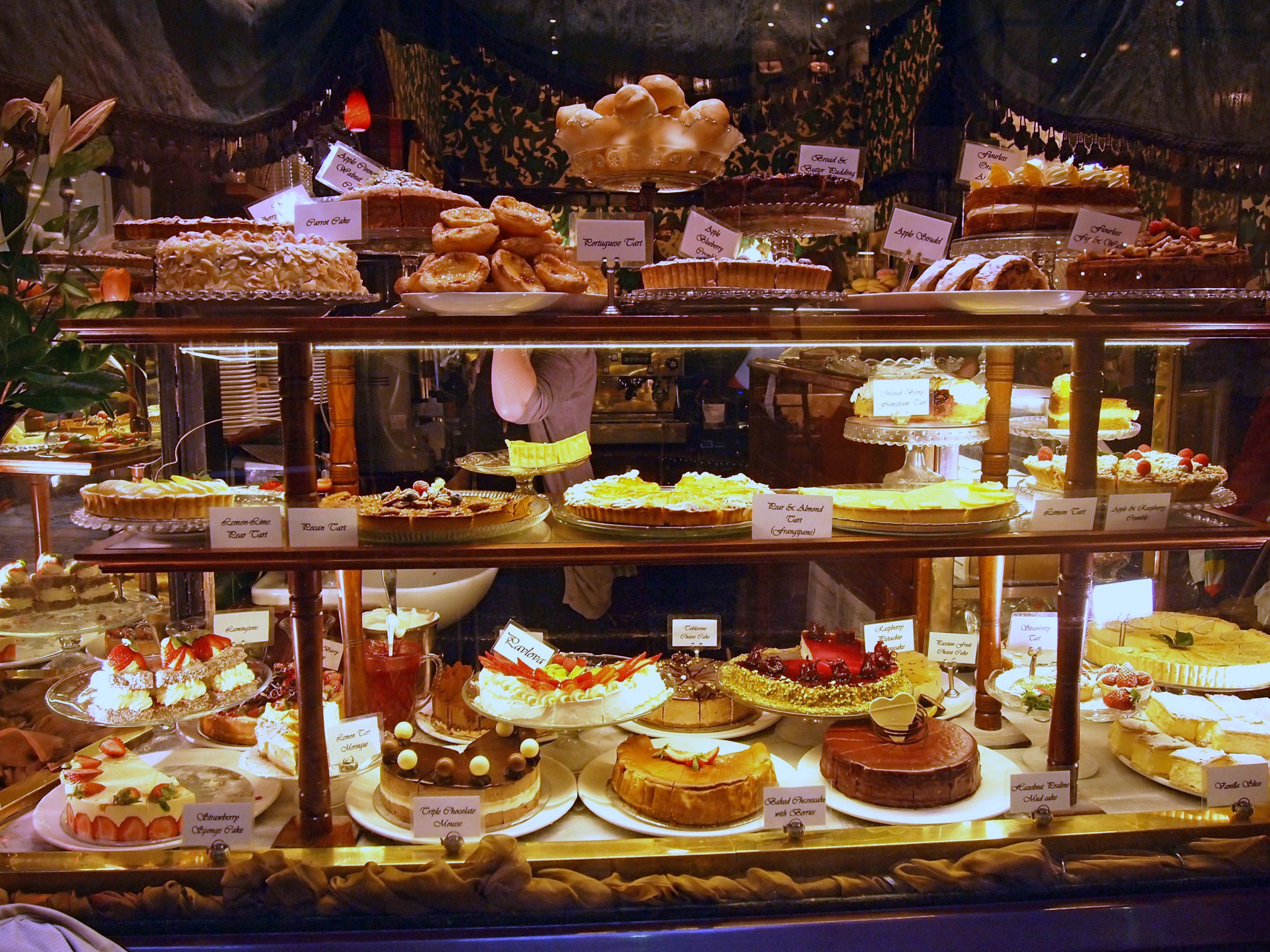
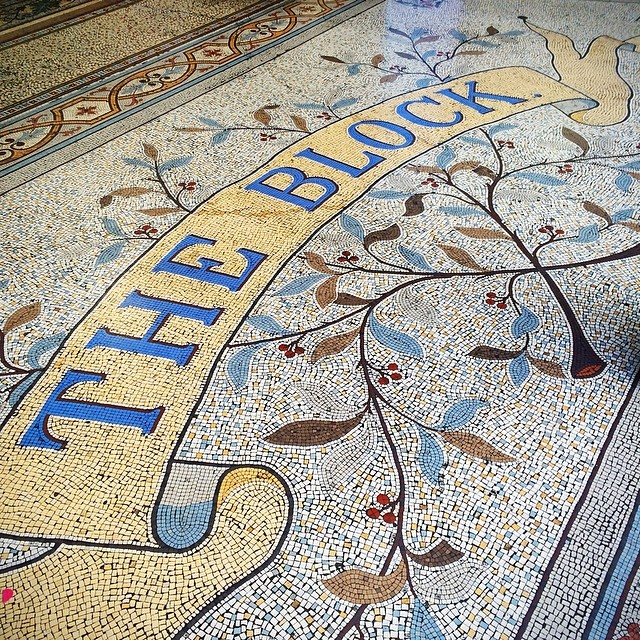
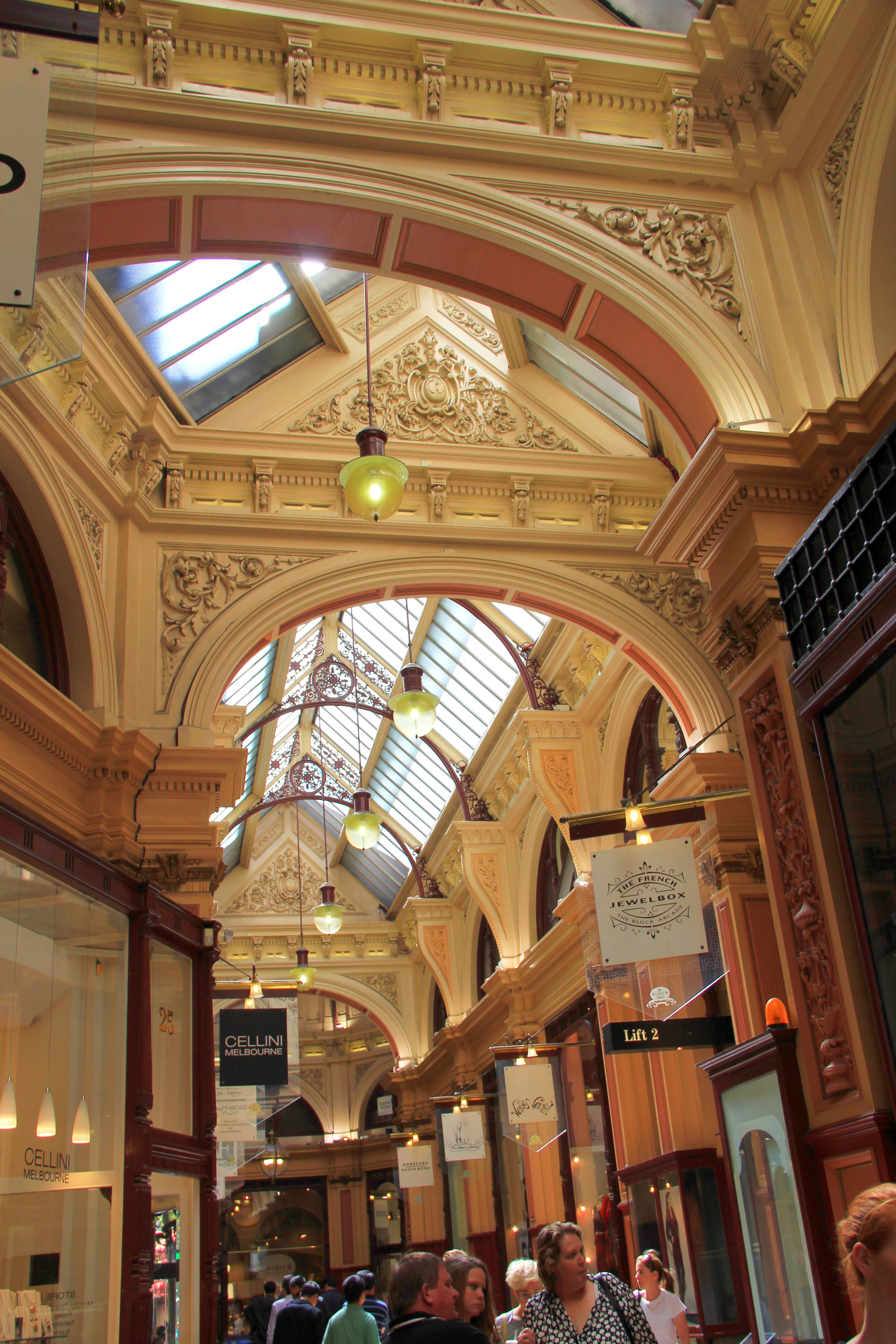
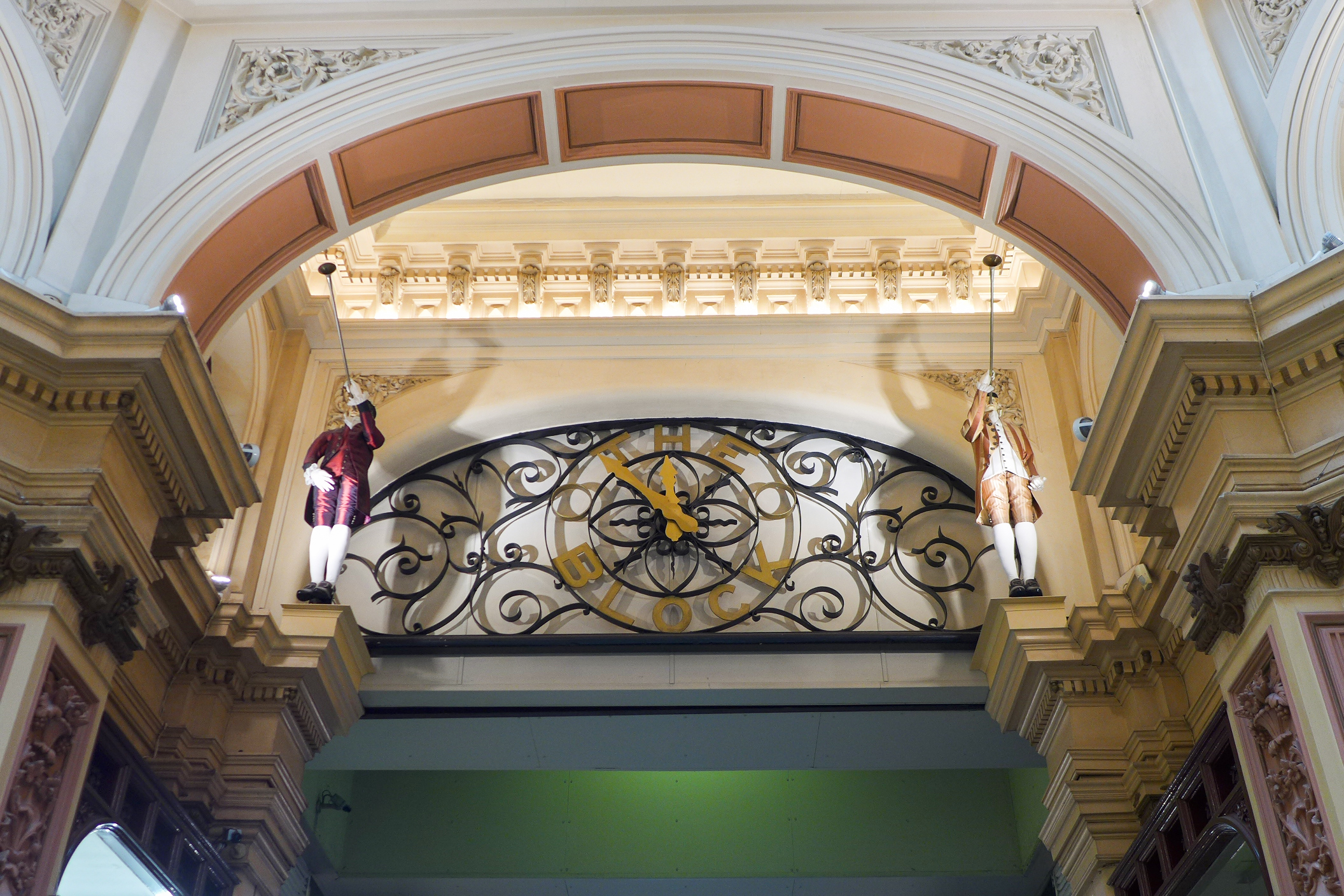
Clock
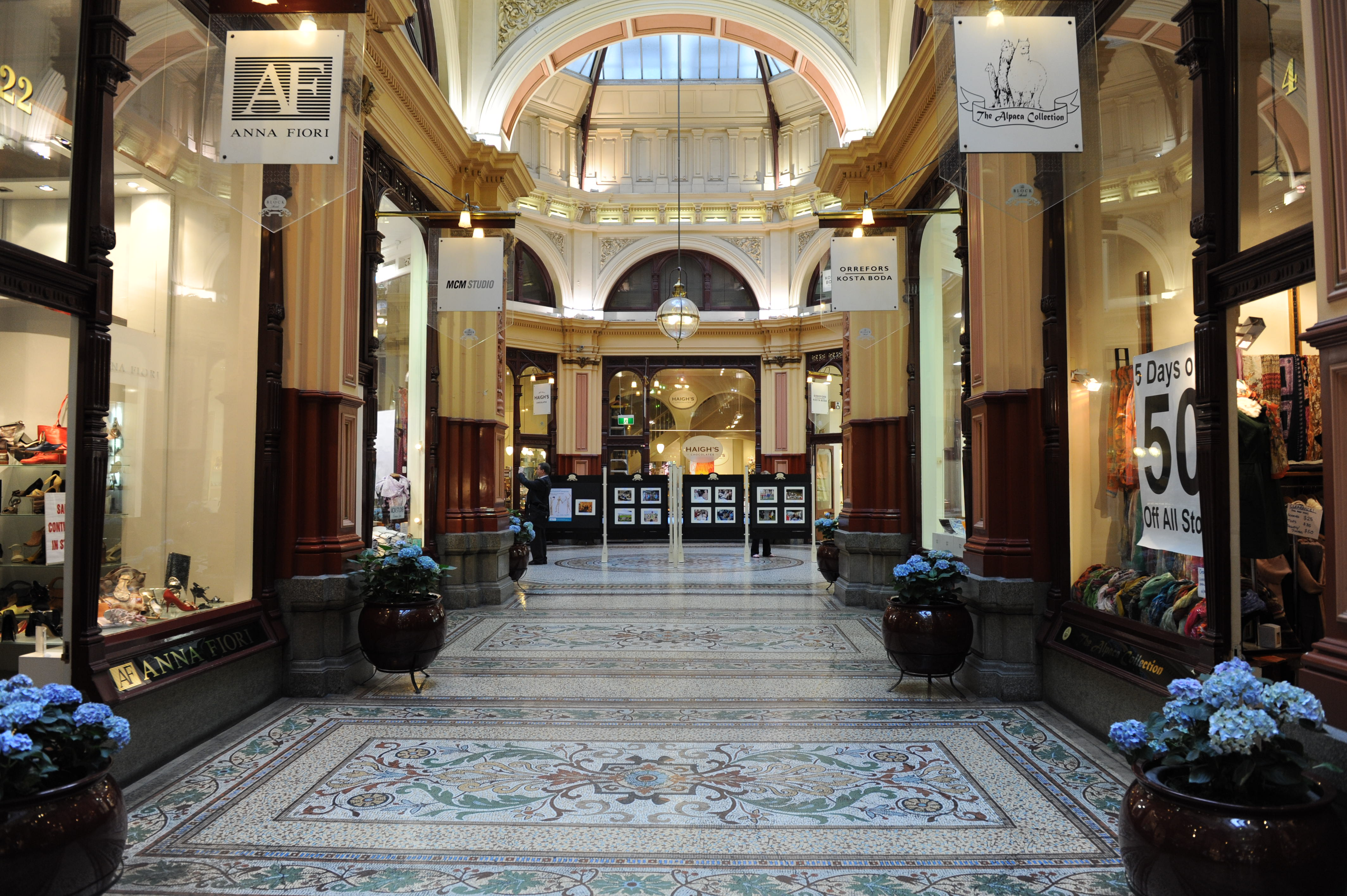
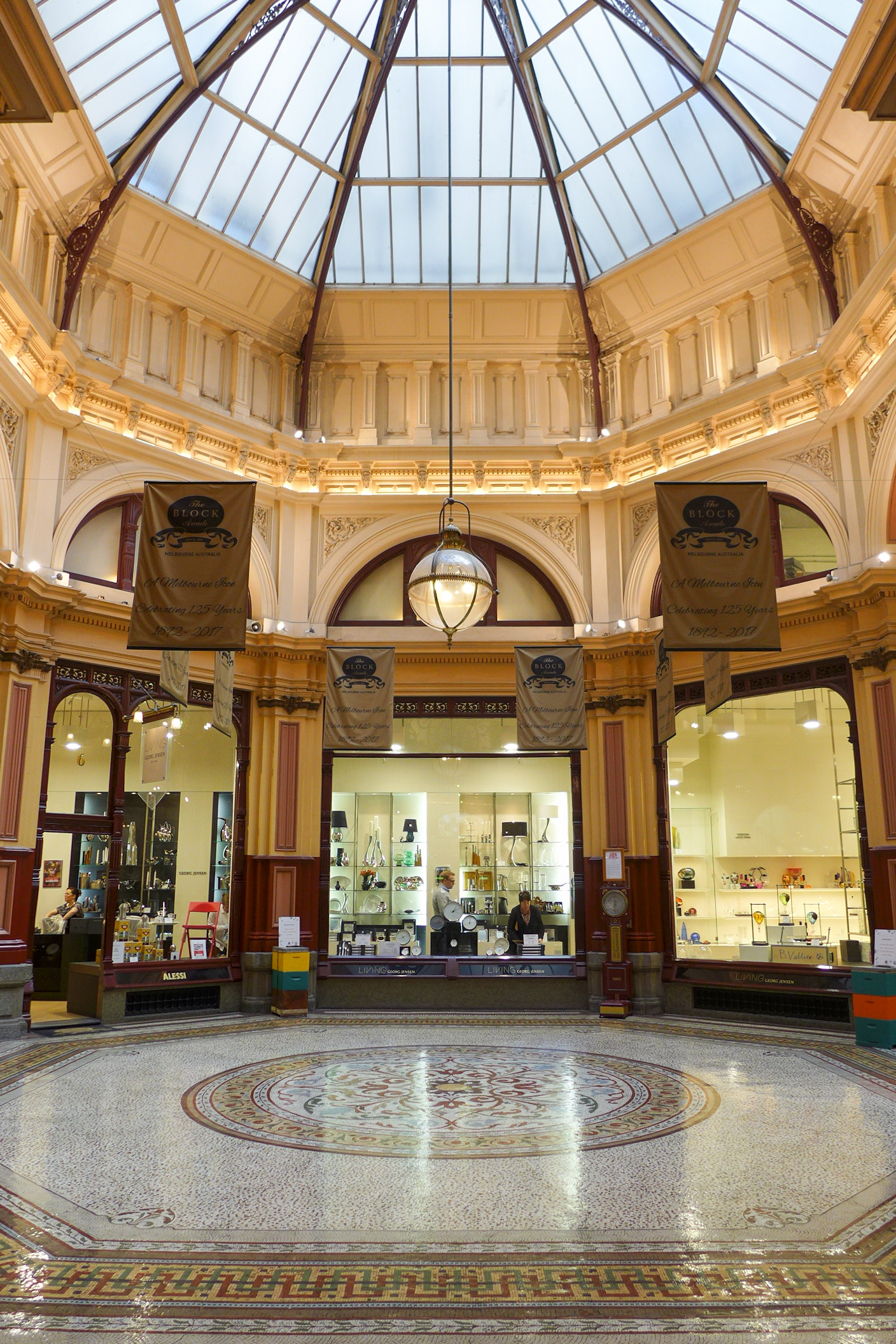